# Indie rock
Indie rock là một thể loại alternative rock có nguồn gốc tại Anh và Mỹ từ những năm 1980. Đây là một thể loại khá đa dạng, với các tiểu thể loại bao gồm indie pop, jangle pop, lo-fi, và một số khác nữa. Indie rock ban đầu được sử dụng để mô tả các hãng thu âm, thuật ngữ này dần gắn liền với âm nhạc mà các hãng đĩa sản xuất và ban đầu có thể được sử dụng thay thế với alternative rock. Vì các ban nhạc grunge và punk revival ở Mỹ, và Britpop ở Anh, trở nên đại chúng vào thập niên 1990, indie rock được dùng để chỉ các ban nhạc "ngoài cuộc" và nằm trong giới nhạc ngầm, đồng thời nó cũng phát triển một số tiểu thể loại và phong cách liên quan. Vào những năm 2000, kết quả của những thay đổi trong ngành công nghiệp âm nhạc và tầm quan trọng ngày càng tăng của Internet, một số nghệ sĩ indie rock bắt đầu nhận được thành công thương mại. 

## Lịch sử

### Căn nguyên: Cuối thập niên 1970 và thập niên 1980

#### College rock và noise rock

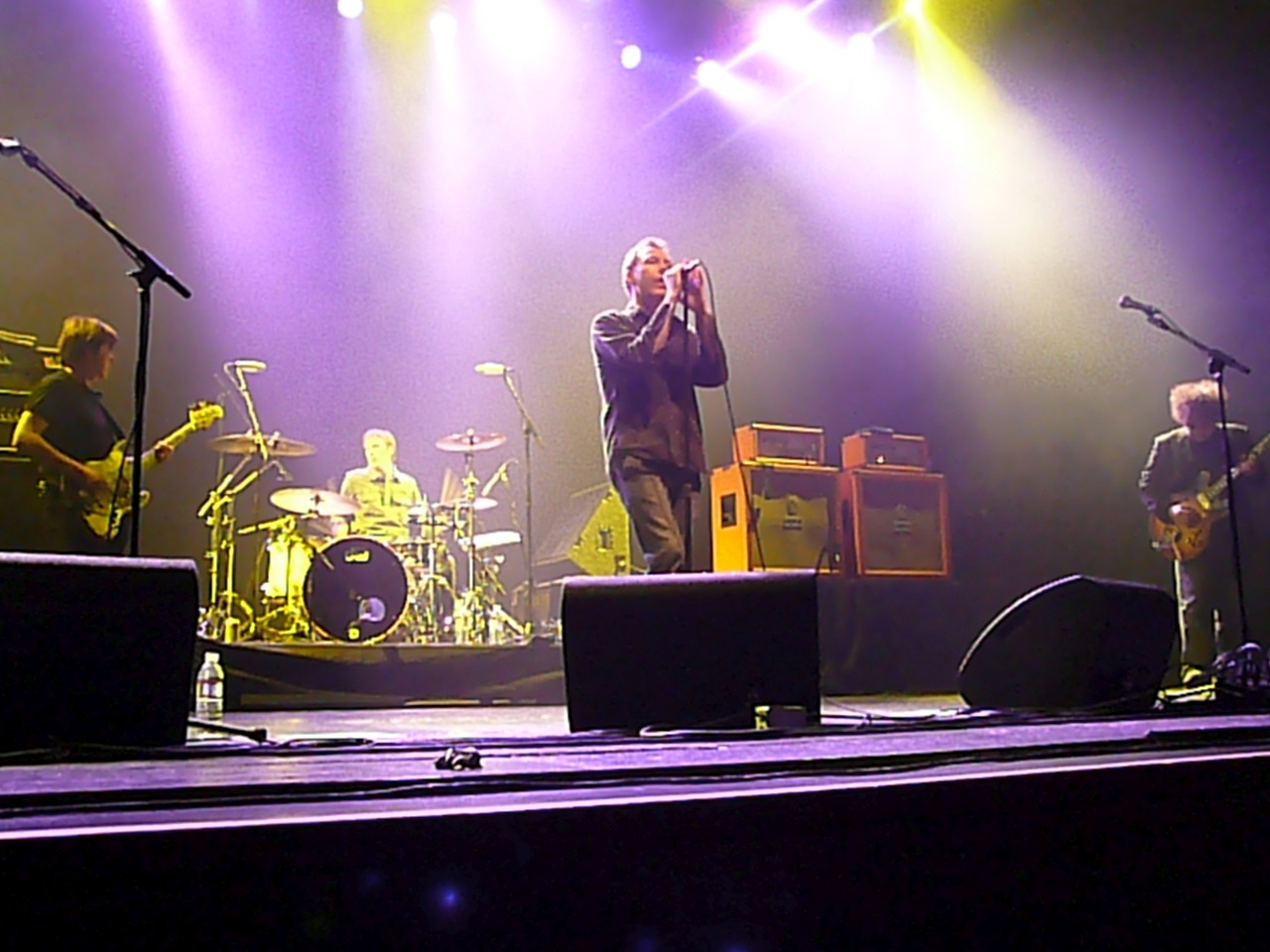
The Jesus and Mary Chain biểu diễn tại California năm 2007

Phim tài liệu 'Music for Misfits: The Story of Indie' của BBC xác định sự hình thành của indie là vào năm 1977 khi ban nhạc Manchester Buzzcocks tự mình ra mắt Spiral Scratch EP. Dù Buzzcocks thường được xem là một nhóm punk, BBC và một số khác cho rằng sự phát hành độc lập của Spiral Scratch đã dẫn đến việc tạo nên thuật ngữ 'indie' ('indie' là cách viết rút gọn của 'independent').
Vào giữa thập niên, từ "indie" ban đầu được dùng để mô tả âm nhạc do các hãng đĩa post-punk sản xuất (nhưng không dùng để chỉ chính hãng đĩa). Giới indie rock tại Mỹ có tiền thân là college rock với những nhóm như R.E.M. và The Smiths. Các ban nhạc này đi ngược với những gì synthpop thống trị đầu thập niên 1980 đã làm, và giúp truyền cảm hứng cho jangle pop; một số ban nhạc quan trọng khác gồm 10,000 Maniacs và the dB's từ nước Mỹ, và The Housemartins và The La's từ Anh quốc. Tại Mỹ, thuật ngữ "college rock" được gắn kết đặc biệt với âm thanh thô ráp, nặng tiếng biến âm của Pixies, Hüsker Dü, Minutemen, Meat Puppets, Dinosaur Jr., và The Replacements.
Một phân nhánh thô bạo và nghịch tai của punk là noise rock, nhấn mạnh vào tiếng guitar điện ồn ào bị biến âm và tiếng trống mạnh mẽ, đại diện bởi các ban nhạc như Sonic Youth, Swans, Big Black và Butthole Surfers. Một số hãng đĩa indie rock nổi bật được thành lập vào thập niên 1980. Số này có Dischord Records (Washington, DC) năm 1980, Sub Pop Records (Seattle) năm 1986, Matador Records (Thành phố New York) và Merge Records (Durham, Bắc Carolina) năm 1989. Touch and Go Records của Chicago được thành lập như một fanzine năm 1979 và bắt đầu phát hành nhạc vào thập niên 1980.

#### Indie pop
Tại Anh Quốc, băng cassette C86, một album tổng hợp của NME với sự góp mặt của Primal Scream, The Pastels, The Wedding Present và nhiều nhóm khác, cho thấy sự phát triển của giới indie Anh vào năm 1986. Nó giúp định hình giới indie pop theo sau. Tiền thân của indie pop là Josef K và Orange Juice của Postcard, cùng vài nghệ sĩ của một vài hãng đĩa đáng chú ý khác gồm Creation, Subway và Glass. The Jesus and Mary Chain kết hợp "sự ồn ào sầu muộn" của the Velvet Underground với giai điệu pop của Beach Boys và lớp sản xuất "Wall of Sound" của Phil Spector, còn New Order lại xuất hiện từ sự tan rã của nhóm post-punk Joy Division và thử sức với techno và house.
The Jesus and Mary Chain, Dinosaur Jr, và dream pop của Cocteau Twins, là nguồn ảnh hưởng nền tảng cho phong trào shoegazing cuối thập niên 1980. My Bloody Valentine, sau đó là Slowdive và Ride, tạo nên lớp "hỗn âm" ồn ào che đậy tiếng hát và giai điệu bằng những đoạn riff dài, drone-ing, tiếng biến âm và hồi âm. Một phong trào lớn nữa là Madchester. Xoay quanh The Haçienda, một nightclub tại Manchester do New Order sở hữu và Factory Records, các nghệ sĩ Madchester như Happy Mondays và The Stone Roses kết hợp những "điệu" (rhythm) nhảy acid house, Northern soul và funk với guitar pop giàu giai điệu.

### Phát triển: Thập niên 1990

#### Alternative trở nên đại chúng

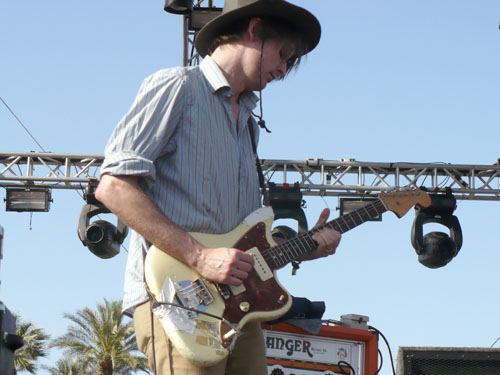
Stephen Malkmus của Pavement.

Thập niên 1990 đem đến nhiều thay đổi lớn đến giới alternative rock. Những ban nhạc grunge như Nirvana, Pearl Jam, Soundgarden, Hole, và Alice in Chains đạt thành công thương mại, trở nên nổi tiếng và lan rộng danh tiếng. Những nhóm pop punk như Green Day và The Offspring cũng trở nên phổ biến và nhiều khi được gộp vào thể loại "alternative". Tương tự, tại Anh Quốc, Britpop của Blur và Oasis liên tục leo bảng xếp hạng.
Thuật ngữ "indie rock" dần gắn kết với những ban nhạc vẫn giữ vững được tình trạng độc lập của họ. Thậm chí những nhóm grunge, sau đột phá thương mại, cũng bắt đầu chơi nhạc mang màu sắc độc lập hơn.

#### Đa dạng hóa
Tính tới cuối thập niên 1990, indie rock đã phát triển một số tiểu thể loại và phong cách liên quan. Lo-fi (viết tắt của low fidelity) từ phong trào do-it-yourself từ bỏ những kỹ thuật thu âm tốt và được đi đầu bởi những nghệ sĩ như Beck, Sebadoh hay Pavement; nhiều ban nhạc của Elephant 6 (Neutral Milk Hotel, Elf Power và of Montreal) cũng đi theo con đường lo-fi. Talk Talk và Slint truyền cảm hứng cho post-rock (một phong cách nhạc ảnh hưởng bởi jazz và âm nhạc điện tử, tiên phong bởi những nhóm chủ chốt như Bark Psychosis và tiếp nối bởi Tortoise, Stereolab và Laika), và giúp dẫn tới math rock, một loại nhạc có kết cấu phức tạp, lấy tiếng guitar chơi cầu kỳ làm nền tảng, được phát triển bởi các nhóm như Polvo hay Chavez.
Trái lại, sadcore của American Music Club hay Red House Painters nhấn mạnh nỗi đau và sự chịu đựng qua việc sử dụng cả nhạc cụ điện và acoustic giàu tính giai điệu, trong khi sự "tái xuất" của Baroque pop như một sự đối lập với lo-fi và experimental khi nhấn mạnh vào giai điệu và nhạc cụ cổ điển với những nhóm như Arcade Fire, Belle and Sebastian và Rufus Wainright.